# Гиперметаморфоз внимания
Гиперметаморфоз внимания (от др.-греч. ὑπερ- — «сверх-» и μεταμόρφωσις — «превращение») — психиатрический термин, обозначающий неустойчивость и сверхвысокую изменчивость внимания. Проявляется в чрезвычайной рассеянности и отвлекаемости больного. При максимальной выраженности может приближаться к состоянию спутанности сознания. Обычно появляется при острых экзогенно-органических психозах. Реже может появляться из-за слишком высокой возбудимости органов чувств.
Расстройства внимания, проявляющиеся в виде гиперметаморфоза, приводят к характерному нарушению мышления, отличающемуся непоследовательностью суждений и неспособностью к цельной, логической мыслительной деятельности. Первоначально гиперметаморфоз описывался как самостоятельное заболевание (H. Neumann), однако позже он был переклассифицирован в симптом (К. Вернике).